# Matança a l'ambaixada espanyola de Guatemala
L'Assalt a l'ambaixada espanyola de Guatemala, també conegut com la Crema de l'ambaixada espanyola a Guatemala, fou un incident ocorregut a Guatemala el dijous 31 de gener de 1980, quan la Policia de Guatemala ―en el marc de la dictadura de Fernando Romeo Lucas-García (1924-2006)― va assaltar l'ambaixada i va assassinar 37 persones incendiant-les amb fòsfor blanc.
L'ambaixada espanyola havia sigut ocupat per una trentena d'índigenes guatemalencs del Comité de Unidad Campesina que havien pres com ostatges el personal de l'ambaixada. Les forces de seguretat es van presentar i van envair territori sobirà espanyol. Van forçar als ocupants i als ostatges a refugiar-se en una habitació del segon nivell de l'edifici ocupat per l'ambaixada. Es va produir un incendi i van morir tots excepte l'ambaixador espanyol Máximo Cajal López, l'advocat guatemalenc Mario Aguirre Godoy i el pagès manifestant Gregorio Yujá Xoná (que més tard fou segrestat i torturat fins morir).
L'origen de l'incendi és font de discussions: els representants de l'esquerra guatemalenca indiquen que va ser provocat per llançaflames i per l'ús de fòsfor blanc, mentre que el govern guatemalenc de llavors va emfatitzar que els ocupants de l'ambaixada es van immolar amb les bombes molotov que portaven. La premsa espanyola va publicar fotografies d'un policia amb un llançaflames, a més de les proves testimonials i pericials que confirmarien que diverses víctimes havien estat tirotejades. Totes les versions concorden que els cossos de socors van tenir prohibit entrar a l'edifici per a sufocar l'incendi fins que s'apagués per si sol.
El 20 de gener de 2015, la Cort Suprema de Justícia de Guatemala va condemnar per unanimitat el comandament responsable de llavors García Arredondo a quaranta anys de presó per la massacre de l'ambaixada. També va sentenciar que la policia no tenia gens d'interès a negociar, sinó treure als ocupants de l'ambaixada, que l'ambaixada va ser violentada per les forces de seguretat, que van ingressar sense comptar amb l'autorització de l'ambaixador, que García Arredondo sabia el que anava a succeir i que l'incendi no es va originar com a resultat d'un pla d'immolació dels pagesos que van ingressar en la seu diplomàtica.